# Altaar van Hiëro II
Het grote Altaar van Hiëro II ontstond tijdens het lange bewind van Hiëro II van Syracuse, die regeerde van ca. 270-215 voor Chr. De resten van dit altaar zijn nu nog te zien in de wijk Neapolis (Grieks voor Nieuwe Stad) op het vasteland van de stad Syracuse op Sicilië, dicht bij het Griekse theater van Syracuse.  De tiran Hiëro liet het bouwen als eerbetoon aan Zeus Eleutherios (Grieks voor Zeus de Bevrijder). Waarschijnlijk vonden op dit altaar offers plaats in de vorm van een hekatombe, waarbij 100 (Grieks: hekaton) runderen tegelijkertijd werden geofferd aan de godheid.
Van het altaar resten slechts de op zich al indrukwekkende fundamenten, die grotendeels in de natuurlijke rots zijn uitgehouwen. De fundamenten grenzen aan een agora, een marktplein uit dezelfde periode. Het geheel was 198 meter (een stadium) breed, en bijna 23 meter diep. Net als in het Griekse theater van Syracuse werd ook hier veel gesloopt in de periode dat keizer Karel V ook koning van Sicilië was, ten behoeve van de bouw van fortificaties op het schiereiland Ortygia.
Om een indruk te krijgen van de oorspronkelijke afmetingen en het uiterlijk van het altaar van Hiëro II kan het beste worden gekeken naar het zogenaamde Pergamonaltaar, dat staat opgesteld in het Pergamonmuseum in Berlijn.

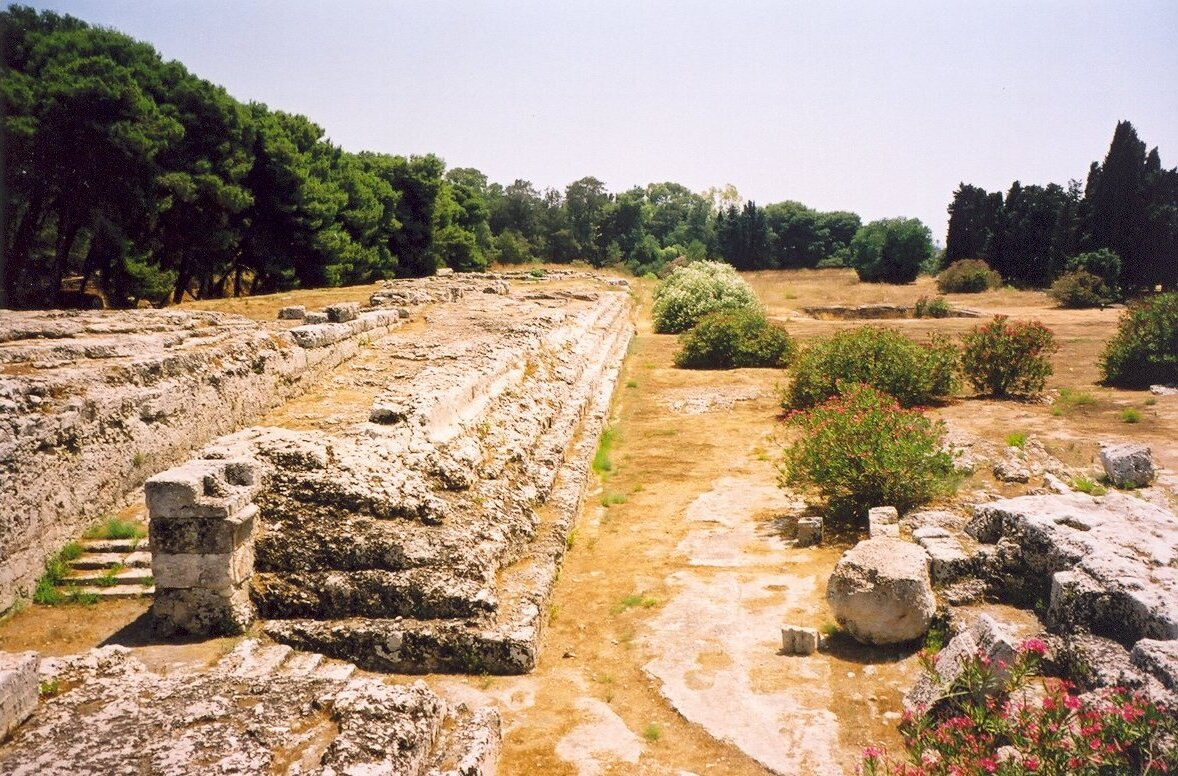
het altaar van Hiëro II te Syracuse
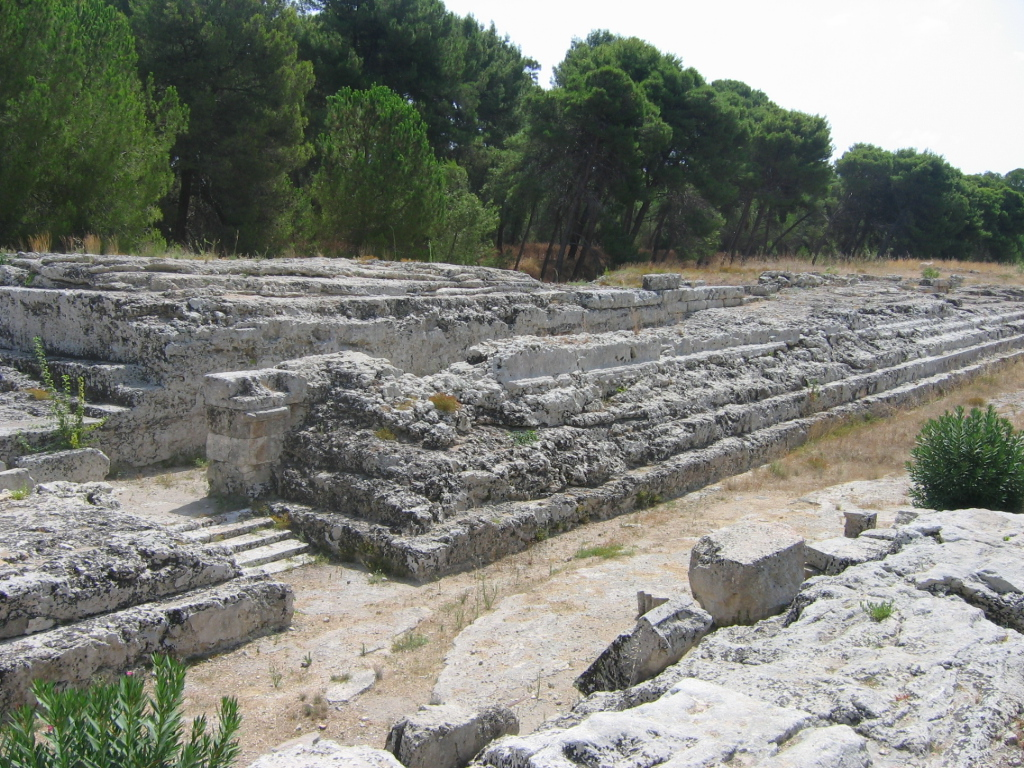
hoekstuk van het altaar, met toegang tot de zogenaamde rampe ofwel: schuine loopbaan naar boven
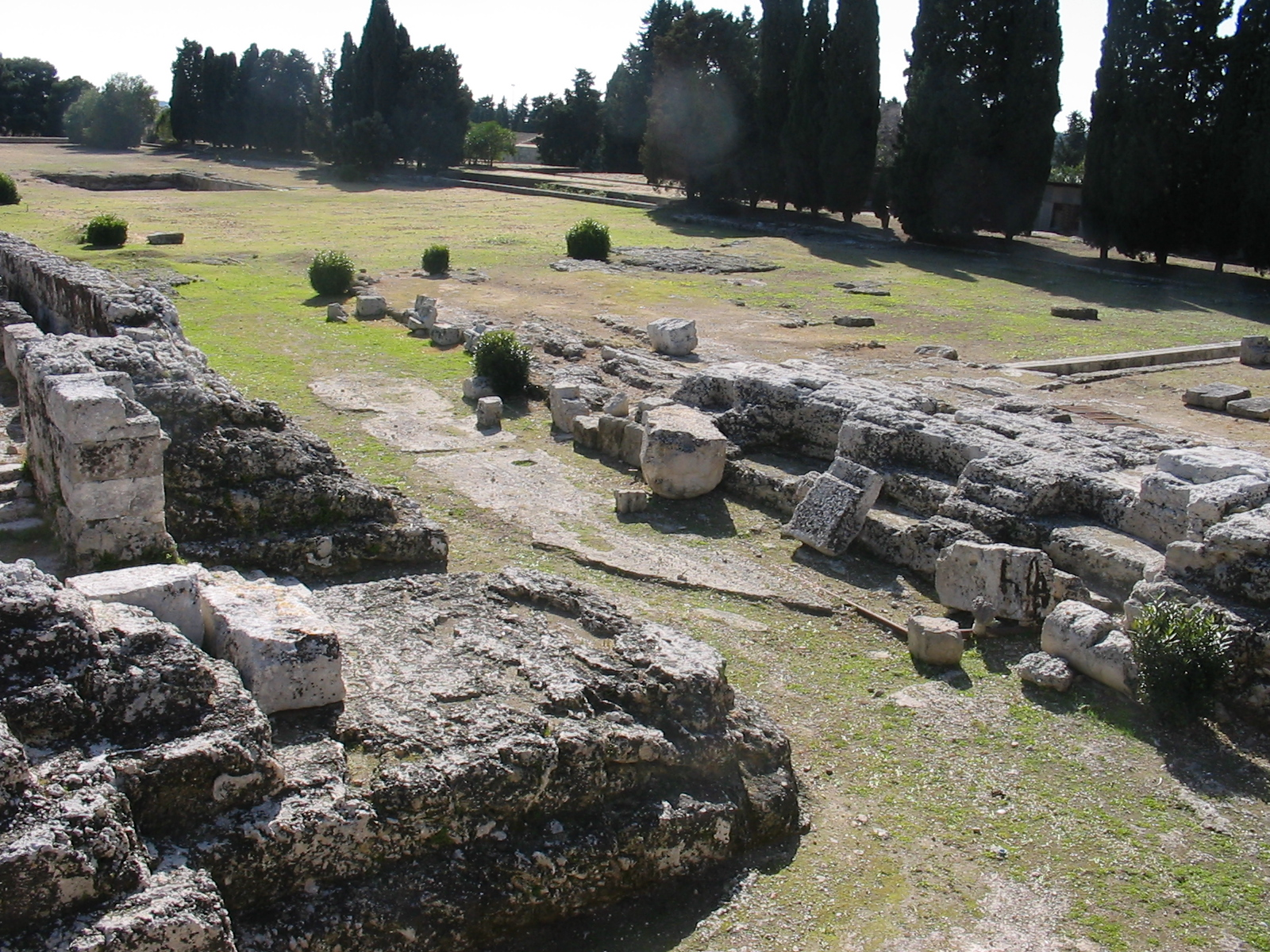
zicht vanaf de linkerhoek van het altaar op de agora van Hiëro.
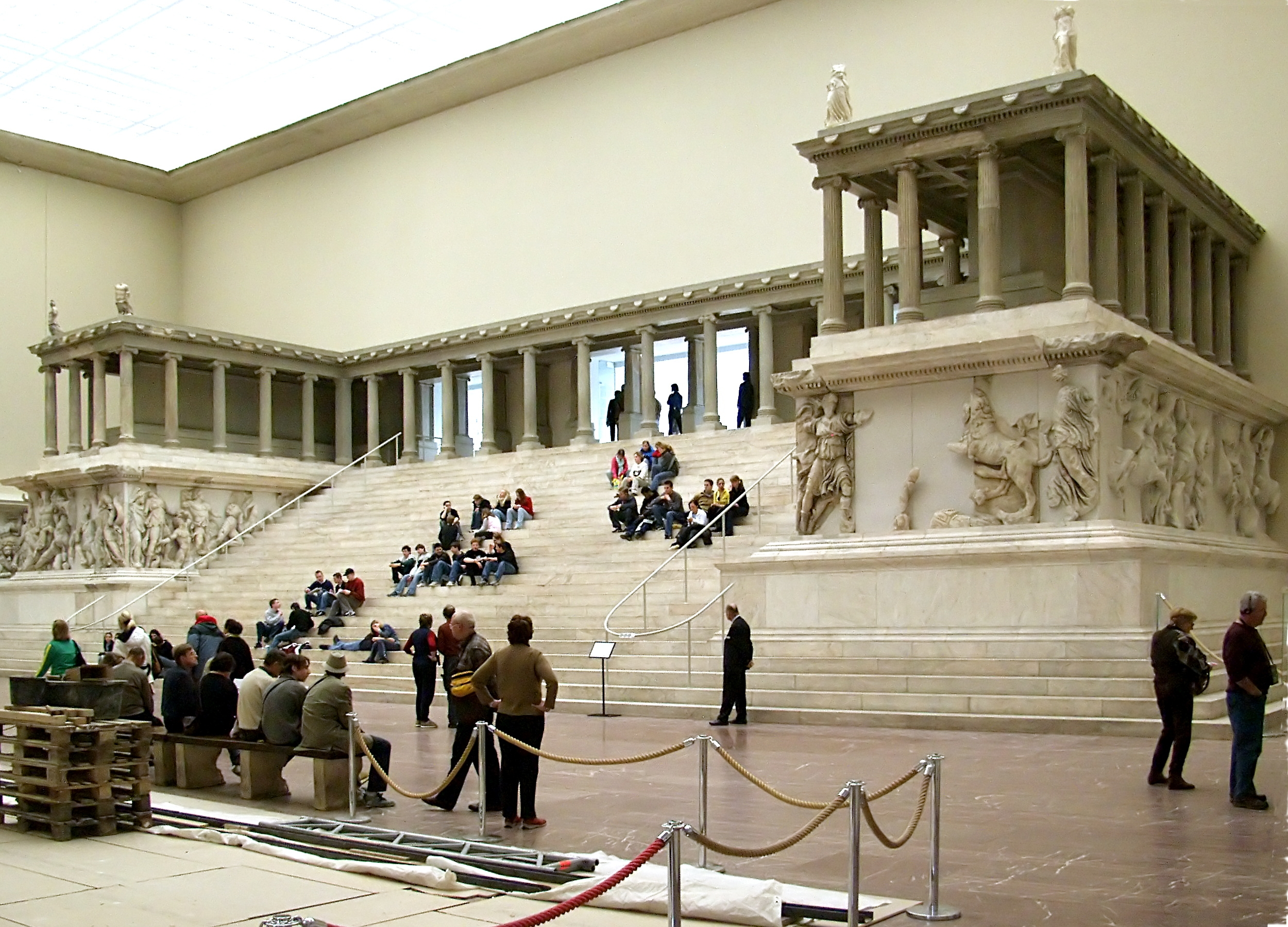
ter vergelijking: het Pergamonaltaar in Berlijn